# Manchuriska pesten

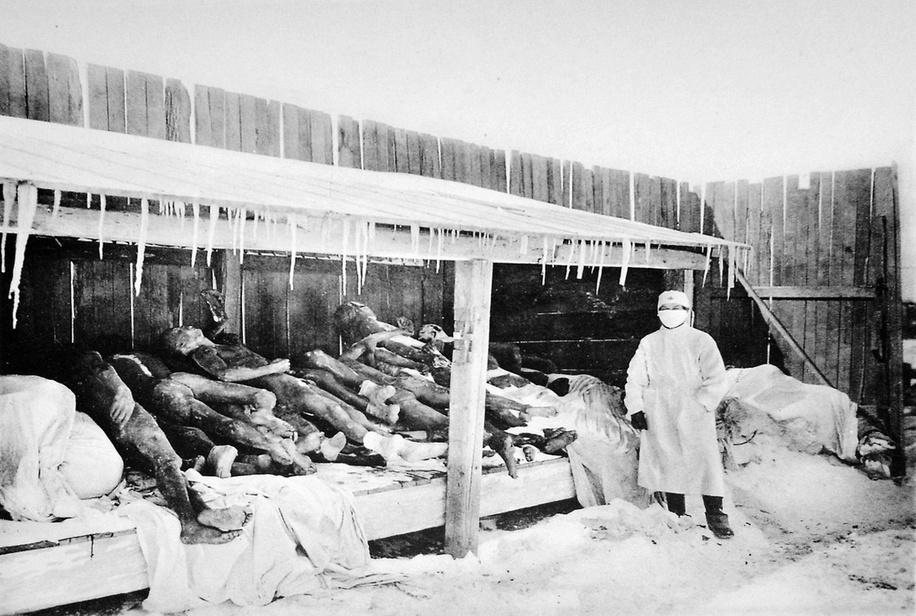
Offer för den Manchuriska pesten, cirka 1910.

Manchuriska pesten var en sjukdom som under hösten 1910 spreds utefter den östkinesiska järnvägen, som ägdes av Ryssland. Något av centrum för smittan blev staden Harbin i Manchuriet, som hade en stor grupp rysk befolkning med internationella kontakter särskilt ner mot Kina. Samtidigt fanns också i staden många fattiga kinesiska invånare, som levde under dåliga sanitära  förhållanden i trånga gränder och kvarter bland vilka sjukdomen spreds och bland dem blev den särskilt förödande.
Sjukdomen karaktäriserades av ett snabbt och våldsamt insjuknande och förlopp, som innebar att praktiskt taget alla som insjuknade dog inom 48 timmar. Den kinesiska regeringen sände i mitten av december månad läkaren Wu Lien-teh för att utreda vad sjukdomen berodde på och vidta åtgärder för att bekämpa den. Han fastställde att det rörde sig särskilt om lungpest som orsakades av pestbakterien Yersinia pestis och smittspårningen visade att sjukdomen spritts via pälsjägare som tagit tillvara självdöda murmeldjur (Marmota sibirica) och att en stor del av de sjuka hade drabbats av lungpest, som var mycket smittsam via upphostningar och hade mycket hög dödlighet. Någon vård utöver isolering fanns inte utan man rekvirerade järnvägsgodsvagnar där de sjuka förvarades i fem dygn och de som då levde och var symtomfria och släpptes fria.
Inledningsvis misstrodde de västerländska läkarna doktor Wus diagnostik och slutsatser om smittvägarna, men efter att en fransk läkare insjuknat och dött och som inte hade använt ansiktsskydd som dr Wu rekommenderat ändrades inställningen. Bland smittskyddsåtgärder som dr Wu förordade var kremering av de döda en central del, vilket var emot befolkningens uppfattning, men dr Wu övertygade myndigheterna om nödvändigheten och efter strikt isolering av sjuka och kremering av döda avtog smittspridningen och i mars 1911 registrerades det sista sjukdomsfallet. Totalt beräknas 60 000 personer ha dött på grund av pesten under tiden som utbrottet varade.